# Diomma taiwana
Diomma taiwana är en insektsart som först beskrevs av Tokuichi Shiraki 1912.  Diomma taiwana ingår i släktet Diomma och familjen dvärgstritar. Inga underarter finns listade i Catalogue of Life.